# Harpactea secunda
Harpactea secunda là một loài nhện trong họ Dysderidae.
Loài này thuộc chi Harpactea. Harpactea secunda được miêu tả năm 1989 bởi Dunin.